# Carlo Bulgarini

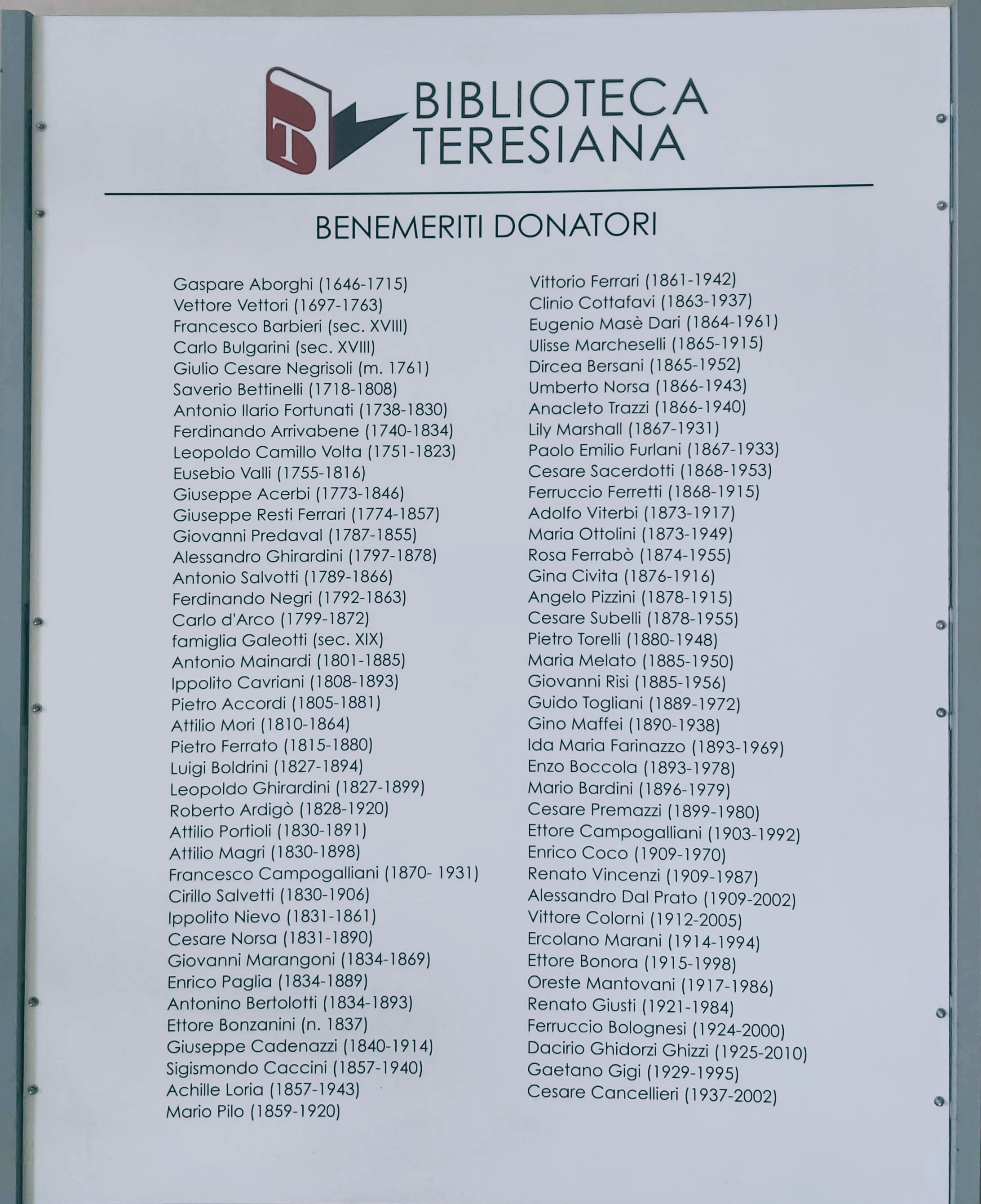
Carlo Bulgarini tra i donatori della Biblioteca Teresiana di Mantova.

Carlo Bulgarini (Mantova, XVII secolo – Mantova, XVII secolo) è stato un nobile italiano.

## Biografia

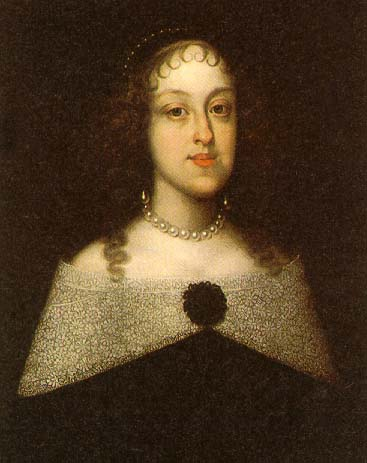
La duchessa Isabella Clara d'Austria

Era figlio del conte Francesco, ebreo convertito della Comunità ebraica di Mantova, segretario di stato di Carlo II di Gonzaga-Nevers, IX duca di Mantova.
Intrattenne una relazione amorosa, all'inizio segreta, con la consorte del duca, la principessa Isabella Clara d'Austria. Nel 1661, mentre era in compagnia del padre, venne fatto oggetto di alcuni colpi di archibugio: salvò la sua vita ma rimase ucciso il conte Francesco.
Alla morte di Carlo II Gonzaga-Nevers, avvenuta nel 1665, fu sospettato assieme all'amante di avvelenamento del duca. La reggenza dello stato gonzaghesco e del Monferrato venne assunta dalla duchessa Isabella, coadiuvata dal Bulgarini, sino al 1670, anno in cui prese i pieni poteri Ferdinando Carlo.
Nel 1671, dopo le nozze di Ferdinando Carlo con Anna Isabella Gonzaga, Bulgarini si ritirò con Isabella nel castello di Goito. Per disposizione dell'imperatore Leopoldo I, tramite il commissario imperiale Gottlieb Amadeus von Windisch-Graetz, al fine di porre termine alla scandalosa unione tra i due, Isabella fu rinchiusa nel convento delle Orsoline di Mantova, dove morì nel 1685. Il conte venne invece relegato nel convento dei Domenicani sino alla fine dei suoi giorni.